# Iduda
Iduda ist ein Verwaltungsbezirk (Ward) des Distrikts Mbeya (CC) in der tansanischen Region Mbeya.

## Geografie
Iduda ist ein Stadtteil der Regionshauptstadt Mbeya im Südwesten von Tansania. Die Fläche des Bezirks beträgt 12,9 Quadratkilometer und bei der Volkszählung 2022 lebten hier 6181 Menschen in 1720 Haushalten.

## Gliederung
Der Bezirk besteht aus vier Stadtteilen (Mtaa):
- Kanda ya Chini
- Kanda ya Kati
- Kanda ya Juu
- Mwahala

## Wirtschaft und Infrastruktur
- Bildung: Die Iduda Secondary School ist eine staatliche Schule, die Jugendliche bis zur 4. Stufe ausbildet.[6]
- Gesundheit: Die staatliche Apotheke Iduda Hospitali versorgt die Bevölkerung mit Medikamenten.[7]